# Wielka Ogólnokrajowa Kwesta „Ratujcie dzieci”
Wielka Ogólnokrajowa Kwesta „Ratujcie dzieci” — zbiórka pieniężna z okresu I wojny światowej na okupowanych przez Cesarstwo Niemieckie terenach Królestwa Polskiego.
Inicjatorem akcji była Rada Główna Opiekuńcza, która poprzez zbiórkę chciała pozyskać środki finansowe na pomoc dzieciom, które w wyniku działań wojennych doznały ubóstwa. W propagowanie idei włączyło się wiele znanych osób, m.in. Władysław Reymont, który w 1916 roku apelował do Polaków, by wsparli kwestę na rzecz dzieci. W tymże roku zbiórka objęła zasięgiem całe ziemie polskie pod okupacją niemiecką. Z 22 tysięcy miejscowości zaledwie 200 nie wzięło w niej udziału.
Na czele Komisji Okręgowej w Łodzi powołanej do sprawowania nadzoru nad kwestą stanął ks. Henryk Przeździecki. Komisja ta nadzorowała komisje gminne zorganizowane w wielu okolicznych miejscowościach takich jak Babice, Bełdów, Brójce, Czarnocin, Lućmierz, Gospodarz, Nowosolna, Tuszyn czy Zgierz. Prócz kwest odbywały się tam imprezy kulturalne i sportowe. Dochód z kwesty na ziemi łódzkiej wyniósł 1916 roku 118 286 rubli.
W 1917 roku mimo braku odpowiedniej liczby osób oraz znacznie mniejszego zaangażowanie prasy, a także w związku z pogarszającymi się warunkami życia ludności w Łodzi i okolicach zebrano 116 903 marek i 54 fenigów. Zebrane fundusze Rada Główna Opiekuńcza przekazywała wybranym instytucjom i organizacjom charytatywnym np. ochronkom, przytułkom, czy tanim kuchniom dla dzieci. 
Według szacunków dzięki zebranym środkom finansowym zdołano udzielić pomocy około 125 000 dzieci.